# Francis Brengle
Francis Brengle (* 26. November 1807 in Frederick, Maryland; † 10. Dezember 1846 ebenda) war ein US-amerikanischer Politiker. Zwischen 1843 und 1845 vertrat er den Bundesstaat Maryland im US-Repräsentantenhaus.

## Werdegang
Francis Brengle genoss eine akademische Schulausbildung. Nach einem anschließenden Jurastudium und seiner Zulassung als Rechtsanwalt begann er in Frederick in diesem Beruf zu arbeiten. Gleichzeitig schlug er eine politische Laufbahn ein. In den Jahren 1832, 1834 und 1836 wurde er in das Abgeordnetenhaus von Maryland gewählt. Mitte der 1830er Jahre wurde er Mitglied der Whig Party. Bei den Kongresswahlen des Jahres 1842 wurde er im zweiten Wahlbezirk von Maryland in das US-Repräsentantenhaus in Washington, D.C. gewählt, wo er am 4. März 1843 die Nachfolge von James Pearce antrat. Bis zum 3. März 1845 konnte er eine Legislaturperiode im Kongress absolvieren. Diese Zeit war von den Spannungen zwischen Präsident John Tyler und den Whigs geprägt. Außerdem wurde damals bereits über eine mögliche Annexion der seit 1836 von Mexiko unabhängigen Republik Texas diskutiert.
Nach dem Ende seiner Zeit im US-Repräsentantenhaus ist Francis Brengle politisch nicht mehr in Erscheinung getreten. Er starb am 10. Dezember 1846 in seiner Heimatstadt Frederick, wo er auch beigesetzt wurde.